# نیروی زمینی پاکستان

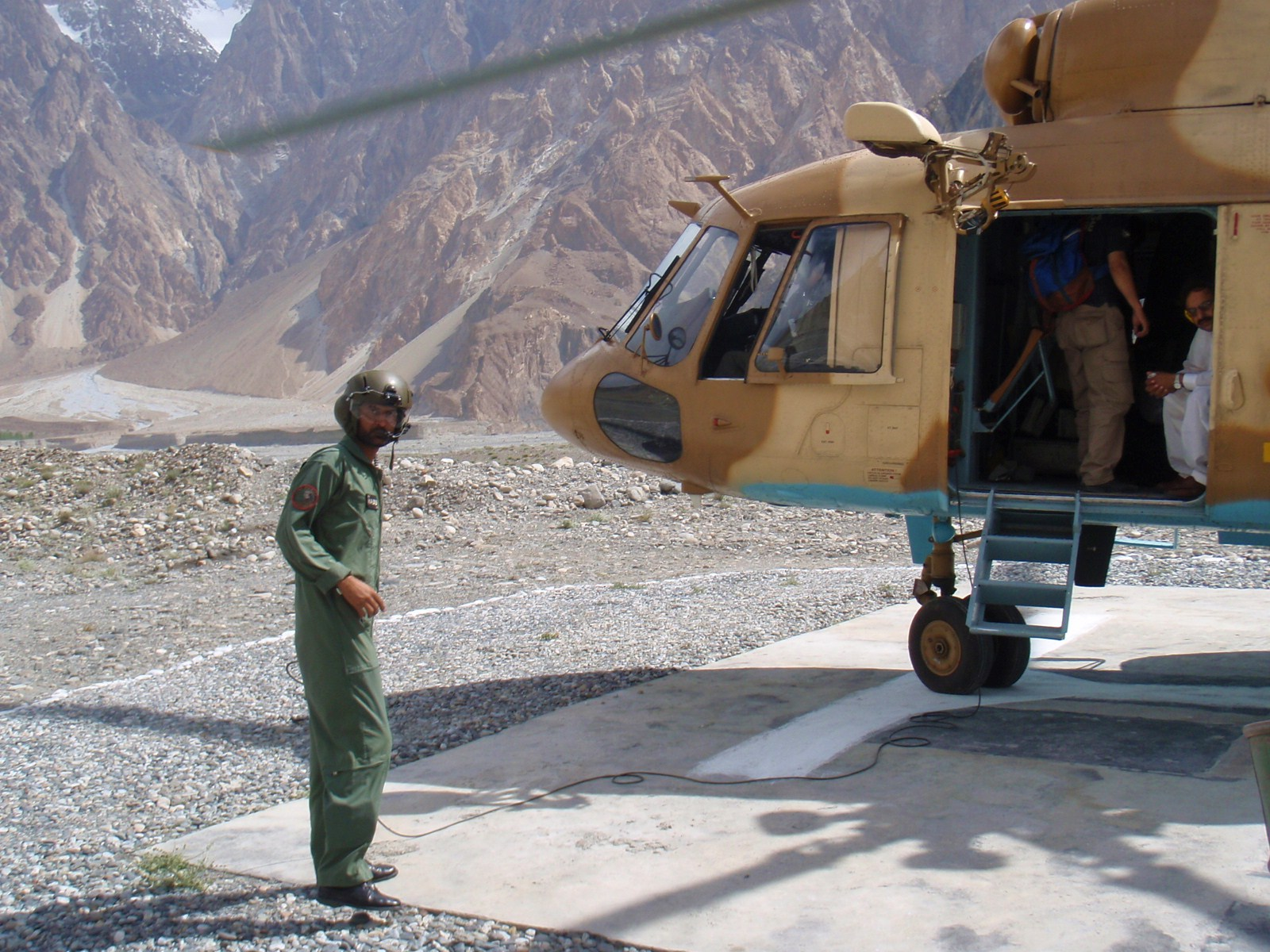
نیروی زمینی پاکستان

نیروی زمینی پاکستان (اردو: پاکستان فوج) که فوج پاک (اردو: پاک فوج) نیز نامیده می‌شود، نیروی زمینی و بزرگ‌ترین شاخهٔ نیروهای مسلح این کشور می‌باشد. رئیس‌جمهور پاکستان، فرمانده کل قوای ارتش است. بر اساس گزارش انستیتو بین‌المللی مطالعات استراتژیک در سال ۲۰۱۳ پرسنل فعال این نیرو حدود ۷۲۵ هزار نفر بوده است. سربازگیری این نیرو به صورت حرفه‌ای و داوطلبانه انجام می‌شود، هرچند در قانون اساسی پاکستان امکان سربازگیری اجباری وجود دارد اما هرگز در عمل اتفاق نیفتاده است.
تاریخچهٔ برپایی این نیرو به ۱۹۴۷ میلادی بازمی‌گردد. خدمت در ارتش پاکستان داوطلبانه و بر اساس خدمت وظیفه عمومی ناتحمیلی است. این ارتش از زمان تشکیل در چهار جنگ با هند و چند درگیری مرزی با افغانستان شرکت داشته است. این ارتش در جریان نزاع عرب‌ها و اسرائیل نیز از اعراب پشتیبانی نمود. همچنین این نیرو در ائتلاف بین‌المللی برای آزادسازی کویت نیز شرکت داشت و در تعدادی از ماموریت‌های حفظ صلح سازمان ملل نیز همکاری داشته است. رئیس‌جمهور پاکستان فرمانده کل قوای این کشور می‌باشد.